# Charles de Pouvreau-Baldy
Pour les articles homonymes, voir Pouvreau.
Charles Pouvreau dit Charles de Pouvreau-Baldy est un écrivain et sculpteur français né à Cherchell en Algérie le 1er septembre 1891.

## Biographie
Né à Cherchell, en Algérie, le 1er septembre 1891, Charles-Georges Pouvreau est le fils de Joséphine-Augustine Pouvreau, née Baldy, et d'Omer-Georges Pouvreau, commerçant. Il fait ses études au collège de Blida.
Pendant la Première Guerre mondiale, Pouvreau-Baldy est envoyé au front. Il est notamment blessé à la cote 304, lors de la bataille de Verdun, en 1916. Grand mutilé, il est finalement réformé.
En 1924, il est rédacteur en chef de la revue La Vie algérienne, tunisienne et marocaine.

## Œuvre

### Sculpture

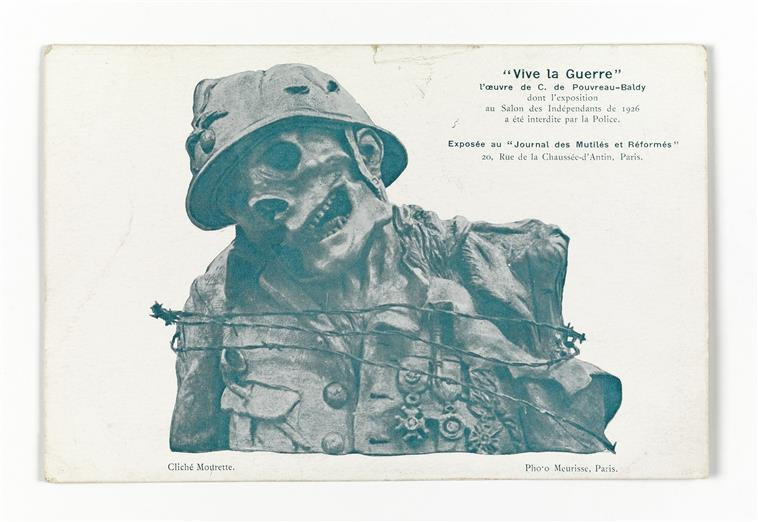
Charles de Pouvreau-Baldy, Vive la guerre, ou Vue la guerre, Salon des indépendants de 1926, plâtre patiné et barbelé, Paris, musée de l'Armée.

- Vive la guerre, 1923, buste d’un aumônier militaire de la Grande Guerre mort, sortant de terre, très réaliste. Exposée au Salon des indépendants de 1926, l’œuvre provoque un scandale et est retirée sur ordre du préfet de police. Après une campagne contre la censure, elle est exposée au siège du Journal des mutilés et réformés à Paris[4]. Le modèle en plâtre patiné (sans le barbelé d'origine) est conservé à Paris au musée de l'Armée, un exemplaire en bronze intitulé Vue la guerre se trouve à l'ossuaire de Douaumont[6].
- Henri Frugès, médaillon en bronze ornant la tombe de l'industriel, cimetière de Pessac[4],[7],[8].
- Roy de la terre, Roy des eaux, Roy des airs, Roy du feu, allégories des quatre éléments[4], localisation inconnue.
- L’Éternelle Idole, portrait de Mlle Jane F.[4], localisation inconnue.
- Femme pieuvre[4], localisation inconnue.
- La Prière éternelle[4], localisation inconnue.

### Littérature

#### Poésie
- Les Éclats, Paris , Éditions Edward Sansot, 1920, écrit sur le front[4].

#### Théâtre
- Laquelle ?, comédie de salon en 1 acte.
- L'Angoisse, drame du front en 4 actes.
- Un chant de fête de Néron, divertissement avec ballets.
- Chacha, comédie dramatique en 3 actes.
- La Femelle.
- Tipasa (d’Algérie), tragédie moderne.
- Le Poulain noir, comédie sportive.